# パルヌ・リナメースコンド
パルヌ・リナメースコンド (エストニア語: Pärnu Linnameeskond) は、エストニアのパルヌを本拠地とするサッカークラブである。2015シーズンはメスタリリーガ（1部）に所属。

## 概要
1922年創立。1937年にクラブは他のスポーツクラブと合併し、サッカー部門から撤退。
1999年にFCバプルス・パルヌ (FC Vaprus Pärnu) として再設立し、IIIリーガ（5部）に参戦。
2000年にIIIリーガ（5部）西部地区で優勝し、IIリーガ（4部）に昇格。
2002年にメスタリリーガ最下位に終わり、エシリーガに降格が決まったFCパルヌ・レバディア (FC Pärnu Levadia) と合併した（翌シーズンはパルヌ・レバディアとしての成績を引き継ぐ形でエシリーガで迎える）。
2003年、エストニアサッカー協会からクラブのライセンスを剥奪され、エシリーガから降格。
2010年、パルヌJK (Pärnu SK) 、パルヌ・カレヴィ (Pärnu Kalevi) と合併し、現在のクラブ名に変更
。

## タイトル

### 国内タイトル
- エシリーガ（2部）: 2回
  - 2001, 2005
- IIリーガ（4部）: 1回
  - 2004

### 国際タイトル
なし

## 歴代在籍選手
- アルトゥル・コテンコ